# Chelicerca
Chelicerca är ett släkte av insekter. Chelicerca ingår i familjen Anisembiidae.

## Dottertaxa tillChelicerca, i alfabetisk ordning[1]
- Chelicerca acuta
- Chelicerca albitarsa
- Chelicerca alpina
- Chelicerca amatitlana
- Chelicerca andesina
- Chelicerca brunneicollis
- Chelicerca chamelaensis
- Chelicerca chamulae
- Chelicerca dampfi
- Chelicerca davisi
- Chelicerca esteli
- Chelicerca galapagensis
- Chelicerca guatemalae
- Chelicerca guerreroa
- Chelicerca heymonsi
- Chelicerca inbio
- Chelicerca jaliscoa
- Chelicerca loma
- Chelicerca lutea
- Chelicerca matagalpae
- Chelicerca maxima
- Chelicerca maya
- Chelicerca minuta
- Chelicerca montazul
- Chelicerca monticola
- Chelicerca nimba
- Chelicerca nodulosa
- Chelicerca paraisoa
- Chelicerca rioensis
- Chelicerca rondonia
- Chelicerca semilutea
- Chelicerca semirubra
- Chelicerca spathula
- Chelicerca spiculata
- Chelicerca spinosa
- Chelicerca tantilla
- Chelicerca trica
- Chelicerca wheeleri
- Chelicerca villaneillya
- Chelicerca yojoa